# Чебоксарская ТЭЦ-1
Чебоксарская ТЭЦ-1 — старейшая теплоэлектроцентраль города Чебоксары Республики Чувашия Российской Федерации, выведенная из эксплуатации в 2013 году. Входила в состав филиала «Марий Эл и Чувашии» ПАО «Т Плюс».

## История
Введена в эксплуатацию в 1954 году. С 1961 стала вырабатывать не только электрическую, но и тепловую энергию. С коллекторов ТЭЦ-1 обеспечивались теплом агрегатный завод, хлопчатобумажный комбинат, завод электроисполнительных механизмов, Чебоксарская трикотажная фабрика, ЧЭАЗ (вторая площадка), Восточный и Южный посёлки Чебоксар.
С 1 января 2011 года были выведены из эксплуатации все турбогенераторы и все котлоагрегаты Чебоксарской ТЭЦ-1. От ТЭЦ осталось ОРУ-110 кВ..
В 2013 году ТЭЦ-1 официально прекратила производственную деятельность, тепловые нагрузки переведены на ТЭЦ-2.
С 2020 года все здания на территории ТЭЦ сносят под застройку ЖК Олимп.